# Llista d'episodis de Dome, el petit geni del beisbol
L'opening d'aquest anime s'anomena Bokura no yume ni yoroshiku (ボクらの夢によろしく) i l'ending s'anomena Yasashite sareta, ano kimochi (やさしくされた、あの気持ち) interpretats per Cha-cha.
| #  | Títol en català i japonès                                                                                                 | Data d'estrena al Japó | Data d'estrena a Catalunya |
| -- | --- | ---------------------- | -------------------------- |
| 1  | Detesto als Giants! jaiantsu nanka ooki raida! (ジャイアンツなんか大きらいだ!)                                            | 2 d'abril de 1989      | 24 de setembre de 1996     |
| 2  | En Nakahata s'enfila per les parets nakahata bikkuri!? kie ru makyū (中畑ビックリ!?消える魔球)                            | 9 d'abril de 1989      |                            |
| 3  | Confien en mi per l'inici de la temporada kaimakusen ha ore nimakasero! (開幕戦はオレにまかせろ!)                         | 16 d'abril de 1989     |                            |
| 4  | La tècnica especial d'en Dome zekkōchō! warabe yume supesharu (絶好調!童夢スペシャル)                                     | 23 d'abril de 1989     |                            |
| 5  | L'entrenador Oshino entra en acció ugoku hoshino kantoku makyū wosagure! (動く星野監督魔球をさぐれ!)                      | 30 d'abril de 1989     |                            |
| 6  | El primer partit contra l'Ochiai hatsutaiketsu! shōbu da ochiai! (初対決!勝負だ落合!)                                     | 7 de maig de 1989      |                            |
| 7  | En Dome elimina cinc jugadors seguits yattaze! roku renzokusanshin! (やったぜ!六連続三振!)                                | 14 de maig de 1989     |                            |
| 8  | Ochiai afirma que connectarà el llançament "Miratge de neu" ochiai, makyū datō sengen (落合、魔球打倒宣言)                | 21 de maig de 1989     |                            |
| 9  | En Dome contra l'Ochiai taiketsu! ochiai tsui warabe yume (対決!落合対童夢)                                               | 28 de maig de 1989     |                            |
| 10 | M'han fet miques el "Miratge de neu" usoda! ore no makyū ga yabure ta!? (うそだ!オレの魔球が破れた!?)                     | 4 de juny de 1989      |                            |
| 11 | Un altre geni del bat tensai dasha, torao tōjō! (天才打者、虎雄登場!)                                                     | 11 de juny de 1989     |                            |
| 12 | La creació d'un altre llançament miraculós amidase shinmakyū! (あみだせ新魔球!)                                           | 18 de juny de 1989     |                            |
| 13 | Ja està a punt el nou llançament miraculós nanairo no makyū kansei!? (七色の魔球完成!?)                                   | 25 de juny de 1989     |                            |
| 14 | Encara no heu vist el meu nou llançament miraculós nanairo no senkō! mita ka shinmakyū! (七色の閃光!見たか新魔球!)        | 2 de juliol de 1989    |                            |
| 15 | En Dome contra en Torao gekitotsu! warabe yume tsui torao (激突!童夢対虎雄)                                               | 9 de juliol de 1989    |                            |
| 16 | Missió impossible per en Torao? torao no supai daisakusen!? (虎雄のスパイ大作戦!?)                                        | 16 de juliol de 1989   |                            |
| 17 | Som-hi Torao, juguem a la veritat ikuzo torao shinkenshōbu da (いくぞ虎雄 真剣勝負だ)                                     | 23 de juliol de 1989   |                            |
| 18 | L'Andy, el misteriós rival, desafia en Dome nazo no raibaru andei no chōsen! (謎のライバルアンディの挑戦!)                | 30 de juliol de 1989   |                            |
| 19 | La Melody serà meva per sempre mamoru zo! ore no merodei (守るぞ!オレのメロディ)                                          | 13 d'agost de 1989     |                            |
| 20 | Estàs preparat Andy? La victòria serà meva! andei kakugo! shōbu hamoratta! (アンディ覚悟!勝負はもらった!)                 | 20 d'agost de 1989     |                            |
| 21 | El Japó contra els Estats Units ikuze nichibei makyū taiketsu! (いくぜ日米魔球対決!)                                      | 3 de setembre de 1989  |                            |
| 22 | La decisió de l'Andy andei ketsui no maundo (アンディ決意のマウンド)                                                      | 10 de setembre de 1989 |                            |
| 23 | El partit decisiu tamashii wokaketa dai kessen! (魂をかけた大決戦!)                                                       | 17 de setembre de 1989 |                            |
| 24 | Un partit vibrant moe agare! ore tachino guraundo! (燃えあがれ!オレたちのグラウンド!)                                     | 24 de setembre de 1989 |                            |
| 25 | Adéu Melody sayōnara merodei (さようならメロディ)                                                                         | 1 d'octubre de 1989    |                            |
| 26 | Un noi herculi fa un debut espectacular kairiki shōnen shōgeki no debyu! (怪力少年衝撃のデビュー!)                        | 8 d'octubre de 1989    |                            |
| 27 | El repte d'en Doodo kai warabe dodo no chōsen! (怪童ドードの挑戦!)                                                        | 15 d'octubre de 1989   |                            |
| 28 | La tornada del llançament "La guspira dels set colors" yomigaere nanairo no makyū! (よみがえれ七色の魔球!)                | 22 d'octubre de 1989   |                            |
| 29 | Un rival insuperable kanpai! osoru beki dodo (完敗!恐るべきドード)                                                        | 29 d'octubre de 1989   |                            |
| 30 | Ja tinc a punt el llançament hipermiraculós dekita!? kyōi no chō makyū! (できた!?驚異の超魔球!)                           | 5 de novembre de 1989  |                            |
| 31 | El tornado sakuretsu! arashi wo yobu makyū! (炸裂!嵐を呼ぶ魔球!)                                                          | 12 de novembre de 1989 |                            |
| 32 | Arribaré al final del partit senpatsu! mezase shōritōshu! (先発!めざせ勝利投手!)                                          | 19 de novembre de 1989 |                            |
| 33 | Entrenament intensiu! Derrotar en Doodo tokkun! datō dodo (特訓!打倒ドード)                                               | 26 de novembre de 1989 |                            |
| 34 | Contra l'estil F1 kudake! F1 dahō (砕け!F1打法)                                                                           | 3 de desembre de 1989  |                            |
| 35 | En Dome és el llançador perdedor masakano haisen tōshu!? (まさかの敗戦投手!?)                                             | 10 de desembre de 1989 |                            |
| 36 | L'arma secreta d'en Doodo shukuteki dodo no himitsuheiki (宿敵ドードの秘密兵器)                                           | 17 de desembre de 1989 |                            |
| 37 | Adéu rival etern saraba shukumei no raibaru! (さらば宿命のライバル!)                                                      | 24 de desembre de 1989 |                            |
| 38 | El misteriós adversari! En Carlos fa el seu debut karei naru chōsensha karurosu tōjō! (華麗なる挑戦者カルロス登場!)       | 7 de gener de 1990     |                            |
| 39 | Quin és el secret de l'estil d'en Carlos? ma dahō no nazo wo oe! (魔打法の謎を追え!)                                      | 14 de gener de 1990    |                            |
| 40 | Un mal moment pels Giants! jaiantsu no kiki wo sukue! (ジャイアンツの危機を救え!)                                         | 21 de gener de 1990    |                            |
| 41 | En Dome cau en un parany abunau shi! nerawa reta warabe yume (危うし!狙われた童夢)                                        | 28 de gener de 1990    |                            |
| 42 | Comença l'entrenament contra l'estil diabòlic tokkun kaishi! uchi tore ma dahō (特訓開始!打ち取れ魔打法)                  | 4 de febrer de 1990    |                            |
| 43 | Han copiat un llançament màgic nusuma reta makyū! (盗まれた魔球!)                                                         | 11 de febrer de 1990   |                            |
| 44 | En Yumeto contra en Carlos. La veritat secreta yumeto tsui karurosu kakusareta shinjitsu! (夢人対カルロスかくされた真実!) | 18 de febrer de 1990   |                            |
| 45 | En Dome abandona el beisbol warabe yume, intaisengen!? (童夢、引退宣言!?)                                                 | 25 de febrer de 1990   |                            |
| 46 | Aixeca't i torna al monticle tachiaga re! futatabi maundo he (立ち上がれ!再びマウンドへ)                                  | 4 de març de 1990      |                            |
| 47 | Ha nascut el llançament màgic definitiu? kyūkyoku no makyū tanjō!? (究極の魔球誕生!?)                                     | 11 de març de 1990     |                            |
| 48 | Ha nascut el nou llançament màgic koreda! yūjō no shinmakyū (これだ!友情の新魔球)                                         | 18 de març de 1990     |                            |
| 49 | Els Giants aconsegueixen la glòria kagayake! eikō no kyojingun (jaiantsu) (輝け!栄光の巨人軍（ジャイアンツ）)             | 25 de març de 1990     |                            |